# Nobody (альбом)
| Оценки критиков | Оценки критиков |
| Источник        | Оценка          |
| --------------- | --------------- |
| Pitchfork Media | [ 1 ]           |

Nobody (с англ. — «Никто») — совместный студийный альбом американского рэпера Chief Keef и продюсера 12Million. Он был выпущен 16 декабря 2014 года на лейбле Keef GloryBoyzEntertainmen. Пластинка содержит гостевые участия от Tadoe и Канье Уэста. Альбом выполнен в жанре дрилл.

## Выпуск и продвижение
22 ноября 2014 года Chief Chief объявил о выпуске альбома под названием Nobody (также известный как Nobody: The Album), выход был намечен на 2 декабря 2014 года. Пластинка была задержана и перенесена на 16 декабря. Миган Гарви из Pitchfork отметила, что альбом был «выпущен внезапно, без особого веселья».

## Список композиций
Все песни спродюсированы 12Million, кроме указанных.
| №                   | Название                          | Продюсер(ы)             | Длительность |
| ------------------- | --------------------------------- | ----------------------- | ------------ |
| 1.                  | «Ain't Just Me»                   |                         | 2:16         |
| 2.                  | «Oh! Lawd» (при участии Tadoe)    |                         | 4:28         |
| 3.                  | «Already»                         | OhZoneBeats, Kanye West | 2:16         |
| 4.                  | «Fast'n'Furious»                  |                         | 1:59         |
| 5.                  | «Fishin'»                         | OhZoneBeats, Kanye West | 4:25         |
| 6.                  | «Funny»                           |                         | 3:19         |
| 7.                  | «Gooey»                           | Iso, OhZoneBeats        | 1:30         |
| 8.                  | «Hard»                            | Chief Keef              | 3:40         |
| 9.                  | «Nobody» (при участии Канье Уэст) | Velle Beats             | 4:12         |
| 10.                 | «Pit Stop»                        |                         | 3:13         |
| 11.                 | «Twelve Bars»                     |                         | 2:19         |
| 12.                 | «Yeah»                            |                         | 2:23         |
| Общая длительность: | Общая длительность:               | Общая длительность:     | 36:20        |

### Сэмплы
- «Nobody» сэмплирует песню Уилли Хатча «Brother's Gonna Work It Out»[6][7]